# クロード・シャブロル
クロード・シャブロル（Claude Chabrol, 1930年6月24日 - 2010年9月12日）は、フランスの映画監督・映画プロデューサー・脚本家。ヌーヴェルヴァーグを代表する監督の一人。

## 来歴・人物
パリに生まれる。父は薬剤師。自身も薬学を専攻。
1952年6月、最初の結婚をする。妻アニエスとの間には、ジャン＝イヴとマチュー・シャブロルの2人の息子がいる。
1953年、初代編集長アンドレ・バザン時代の『カイエ・デュ・シネマ』誌で映画評を書き始める。このときのペンネームはシャルル・エテル (Charles Eitel) とジャン＝イヴ・グート (Jean-Yves Goute) 名義。のちのヌーヴェル・ヴァーグの旗手たち、批評家時代のジャン＝リュック・ゴダール、ジャック・リヴェット、兵役から帰ったばかりのフランソワ・トリュフォーらと出会う。当時、それと平行して『ミステール』誌に探偵小説を書き、20世紀フォックスのパリオフィスで宣伝アシスタントの仕事をしていた。
1956年、妻の祖母から相続した巨額の遺産で製作会社AJYMフィルムを設立してリヴェットの短編『王手飛車取り』を製作し、脚本をリヴェットと共同執筆したうえ、ゴダールやトリュフォー、リヴェットとともに出演する。ヴィルジニー・ヴィトリ、ジャック・ドニオル＝ヴァルクローズとジャン＝クロード・ブリアリが主演し、ジャン＝マリー・ストローブが助監督であった同作は、シャブロルをはじめ彼らにとって初のプロフェッショナルな短編映画製作となった。
1957年、エリック・ロメールとの共著『ヒッチコック』が出版される。ヒッチコックはサスペンス主流のシャブロルの作品に大いに影響を与えている。
1958年8月、監督デビュー作の『美しきセルジュ』がスイスのロカルノ国際映画祭で上映。9月にはヴェネツィア国際映画祭で公開される（フランスでは1959年1月10日に一般公開された）。同作品はジャン・ヴィゴ賞を受賞。
同年7月から11月にかけてリヴェットの処女長編『パリはわれらのもの』の撮影が行われる。同作品はトリュフォーの会社レ・フィルム・デュ・キャロッスとシャブロルのAJYMフィルムとの共同製作で、シャブロル、リヴェット、ゴダール、ジャック・ドゥミらが出演した。公開は1961年12月と遅れたが、トリュフォーは『突然炎のごとく』の劇中でジャンヌ・モローにこの作品のタイトルを叫ばせている。
1959年3月11日公開の監督第2作『いとこ同志』（第9回ベルリン国際映画祭金熊賞受賞）が興行的にも成功をおさめ、この収入がロメールの処女長編『獅子座』の製作費に当てられ、1959年夏のパリで撮影されることになる。
1962年にアニエスと離婚し、女優ステファーヌ・オードランと1963年4月24日にはオードランの間にすでに息子トマ（現俳優）をもうけ、翌年に正式結婚。しかし、1980年にオードランと離婚して1983年には古くからのスクリプトを担当していたオロール・パキスことオロール・シャブロルと再々婚した。
1995年、永年の業績に対して第12回ルネ・クレール賞を受賞。1985年の『意地悪刑事 Poulet au vinaigre』（日本未公開、東京日仏学院での特集上映題）以降、晩年のほぼすべての作品をマラン・カルミッツがプロデュース、カルミッツの会社MK2が出資している。
2010年9月12日早朝、パリにて死去。

## 主なフィルモグラフィー

### 監督作品

『いとこ同志』（1959年）

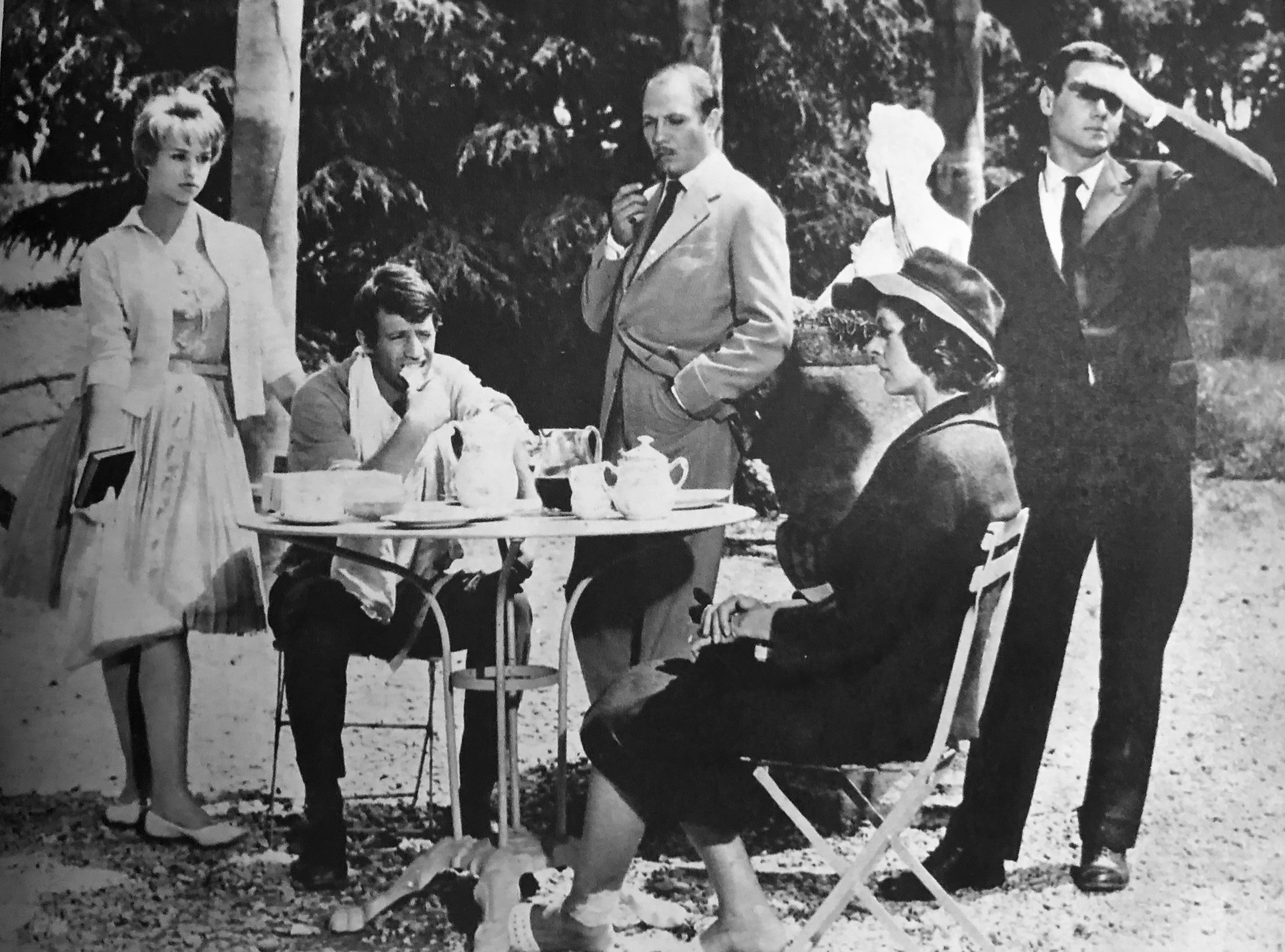
『二重の鍵』（1959年）

- 美しきセルジュ Le Beau Serge (1958)
- いとこ同志 Les Cousins (1959)
- 二重の鍵 À double tour (1959)
- 気のいい女たち Les Bonnes Femmes  (1960)
- ダンディ Les godelereux (1961)
- 新・七つの大罪　Les sept péchés capitaux (1962)
- 悪意の眼 L'oeil du malin (1962)
- 青髭 Landru (1963)
- オフェリア　Ophélia (1963)
- 世界詐欺物語 Les Plus belles escroqueries du monde (1964)
- 虎は新鮮な肉を好む Le Tigre aime la chair fraîche (1964)
- パリところどころ Paris vu par... (1965)
- ジャガーの眼 Marie-Chantal contre le docteur Kha (1965)
- スーパータイガー/黄金作戦 Le Tiger Se PArFuMe Ala  Dynamity (1965)
- 殺意 Le Scandale (1967)
- 女鹿 Les Biches (1968)　※第18回ベルリン国際映画祭コンペティション上映
- 不貞の女 La femme infidèle (1968)
- 野獣死すべし　Que la bête meure (1969)
- 肉屋 Le Boucher (1969)
- 十日間の不思議 - La decade prodigieuse (1971年)
- ジャン＝ポール・ベルモンドの交換結婚 Docteur Popaul (1972)
- 血の婚礼 Les Noces rouges  (1973) 　※第23回ベルリン国際映画祭コンペティション上映
- ヴィオレット・ノジエール Violette Nozière (1978) 　※第31回カンヌ国際映画祭コンペティション上映
- 若鶏のヴィネガー煮込み (「いじわる刑事」「意地悪刑事」の題でも上映) Poulet au vinaigre (1985) 　※第38回カンヌ国際映画祭コンペティション上映
- 仮面 Masques (1987) 　※第37回ベルリン国際映画祭コンペティション上映
- ふくろうの叫び Le Cri du hibou (1987)
- 主婦マリーがしたこと Une affaire de femmes (1988)
- クリシーの静かな日々 Quiet Days in Clichy (1990)
- ドクトル・Ｍ Dr.M (1990)
- ボヴァリー夫人 Madame Bovary (1991)
- ベティ Betty (1992)
- 愛の地獄 L'enfer (1994)
- 沈黙の女/ロウフィールド館の惨劇 La Cérémonie (1995)
- 最後の賭け Rien ne va plus (1998)
- 嘘の心 Au coeur du mensonge (1999)　※第49回ベルリン国際映画祭コンペティション上映
- 甘い罠 Merci pour le chocolat (2000)　※ルイ・デリュック賞受賞
- 悪の華 La Fleur du mal (2003)　※第53回ベルリン国際映画祭コンペティション上映
- 石の微笑 La Demoiselle d'honneur (2004)
- 権力への陶酔 L'Ivresse du pouvoir (2006)　※第56回ベルリン国際映画祭コンペティション上映
- 引き裂かれた女 La Fille coupée en deux (2007)
- 刑事ベラミー Bellamy (2009)

### 出演作品（自作は除く）
- 王手飛車取り　Le coup de berger (1956／ジャック・リヴェット監督)
- 赤と青のブルース　Saint Tropez Blues (1961)
- ムッシュとマドモワゼル　L'animal (1977)
- Les voleurs de la nuit (1984／サミュエル・フラー監督)
- エリザとエリック　Jeux d'artifices (1987)
- Alouette, je te plumerai (1988)
- サム・サフィ　Sam suffit (1992)
- ゲンスブールと女たち Gainsbourg, vie héroïque (2010)

## 著作
- 『不完全さの醍醐味　クロード・シャブロルとの対話』フランソワ・ゲリフ共著、大久保清朗訳、清流出版、2011年
- 『ヒッチコック』エリック・ロメール共著、木村建哉・小河原あや訳、インスクリプト、2015年